# Can Quera
Can Quera est un mas situé à La Vajol, en Catalogne (Espagne). Il est classé dans l'Inventaire du patrimoine architectural de Catalogne

## Description
Le mas de Can Quera est situé à 900 m à l'ouest du village de La Vajol. De plan irrégulier, le mas est constitué de plusieurs édifices. En plus du bâtiment principal, doté d'un étage, il y a à côté une sorte de tour, et devant la façade principale un petit édifice qui a peut-être été une étable. Sur un côté se trouve un linteau sur lequel est gravée la date de 1751.